# Вірменська революційна армія
Вірменська революційна армія (Armenian revolutionary army, ARA) — вірменська терористична організація.
Роком заснування вважається 1973 рік, але з 1983 року організація стала відома як ВРА (Вірменська революційна армія). У тому ж році ВРА оприлюднила маніфест "Всім урядам, світової громадськості та пресі: … Зневага і цинізм Туреччини і міжнародної громадськості стосовно принципів справедливості та міжнародних законів все в більшій мірі призводить нас до переконання, що єдиним шляхом який лишився для досягнення нашого Справедливого Суду є збройна боротьба… ".
Виходячи з назви і публікацій в пресі, організації приписується зв'язок з  Дашнакцутюн .
У 1983-86 рр. було проведено кілька великих акцій проти турецьких цілей (перше політичне вбивство турецького дипломата, відповідальність за яке на себе взяли АСАЛА і ВРА, відбулося 14 липня 1983 р в Брюсселі).
Найвідоміша з акцій ВРА — захоплення турецького посольства в Лісабоні 27 липня 1983 р.  Виконавці — Седрак Аджемян, Симон Яхнія, Ара Крджлян, Ваче Даглян і Саркіс Абраамян (група відома під назвою Лісабонська п'ятірка), один з яких був застрелений турецьким співробітником під час перестрілки, інші загинули в результаті самопідриву. Загинув також один португальський поліцейський і дружина співробітника посольства Джахід Михчіоглу, одна людина — дитина турецького дипломата — була поранена. У заяві АРА причиною нападу була  названа "відмова Туреччини та її союзників у визнанні геноциду вірмен " . Міжнародна преса («Time», «The Globe», «Newsweek», «le Monde», «Liberation», «le Figaro», «Al Nahar» і ін.) широко висвітлила Лісабонський напад. Після нападу Португальська влада була змушена відмовити у візиті в країну міністра закордонних справ Туреччини І. Тюркмен, через те, що не змогла забезпечити його безпеку . «Лісабонській п'ятірці» присвячені: вірш Ованеса Шираза «Лісабонське самоспалення», оповідання «Телефон» Ваге Ошакан, пісня Гарніка Саркісяна «Інг Ай срдер» (5 вірменських сердець).

## Основні операції[4]
| Дата                                         | регіон               | операція | Інше фінансове посередництво причетні до вбивства |
| -------------------------------------------- | -------------------- | --- | ------------------------------------------------- |
| 14 липня 1 983                               | Брюссель , Бельгія   | Вбивство аташе при посольстві Туреччини в Брюсселі Дурсун Аксой у власній машині. | ДжСАГ , АСАЛА                                     |
| 27 липня 1 983                               | Лісабон , Португалія | Напад на турецьке посольство в Лісабоні |                                                   |
| 20 червня 1984                               | Австрія , Відень     | Вбивство дійсного помічника з соціальних питань при турецькому посольстві у Відні Ердогана Озена. В результаті вибуху були серйозно поранені 5 інших громадян (включаючи двох австрійських поліцейських).                                |                                                   |
| 19 листопада 1984                            | Австрія , Відень     | Вбивство Енвера Ергун, турка за національністю, який працював у Віденському відділенні «Центру по соціальному і гуманітарних питань ООН». На місці злочину був виявлений шматок матеріалу з ініціалами АРА, яку було підкинуто в машину. |                                                   |
| 12 березня тисяча дев'ятсот вісімдесят п'ять | Оттава , Канада      | Атака терористів на турецьке посольство в Оттаві |                                                   |
| листопад 1986                                | Париж , Франція      | Бойовики АРА зайняли будівлю «Ейр Канада» в знак протесту проти винесення вироку трьом вірменським бойовикам в Канаді. Вони забарикадувалися в будівлі і лише через годину здалися поліції.                                              |                                                   |